# Silhac
Silhac (okzitanisch gleichlautend) ist eine französische Gemeinde mit 399 Einwohnern (Stand: 1. Januar 2022) im Département Ardèche in der Region Auvergne-Rhône-Alpes. Silhac gehört zum Arrondissement Privas und zum Kanton Rhône-Eyrieux. Die Einwohner werden Saint-Laurentais(es) genannt.

## Geografie
Silhac liegt etwa 21 Kilometer westsüdwestlich von Valence. Umgeben wird Silhac von den Nachbargemeinden Saint-Apollinaire-de-Rias im Norden, Vernoux-en-Vivarais im Norden und Nordosten, Saint-Julien-le-Roux im Osten und Südosten, Dunière-sur-Eyrieux im Südosten, Saint-Michel-de-Chabrillanoux im Süden, Saint-Maurice-en-Chalencon im Süden und Südwesten, Chalencon im Westen und Südwesten sowie Saint-Jean-Chambre im Nordwesten.

## Bevölkerungsentwicklung
| Jahr                       | 1962 | 1968 | 1975 | 1982 | 1990 | 1999 | 2006 | 2013 |
| -------------------------- | ---- | ---- | ---- | ---- | ---- | ---- | ---- | ---- |
| Einwohner                  | 603  | 487  | 353  | 337  | 286  | 312  | 338  | 367  |
| Quellen: Cassini und INSEE |      |      |      |      |      |      |      |      |

## Sehenswürdigkeiten
- katholische Kirche Notre-Dame-de-l’Assomption
- evangelisch-reformierte Kirche

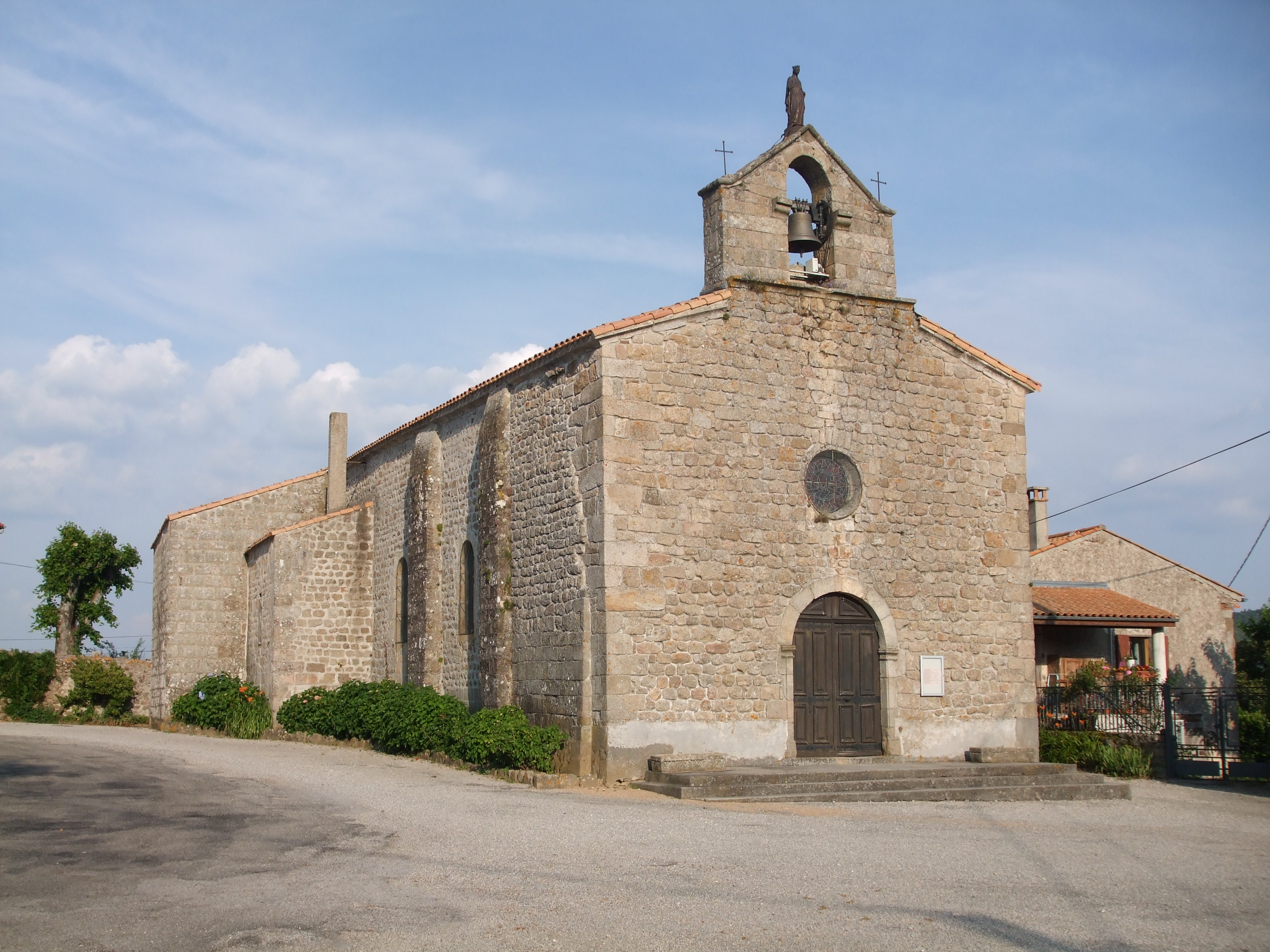
Kirche Notre-Dame-de-l’Assomption
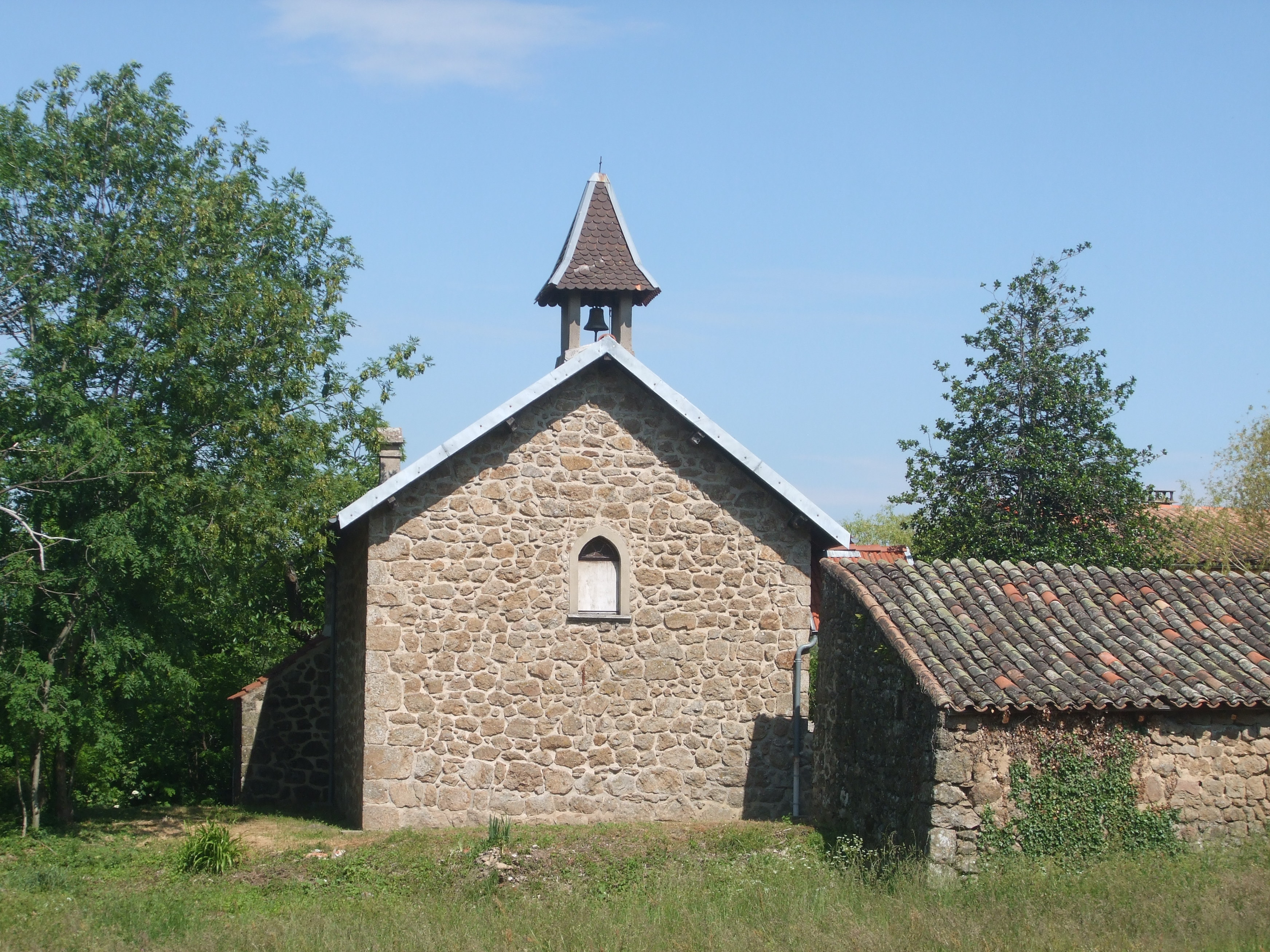
Evangelisch-reformierte Kirche